# Dibamus dalaiensis
Dibamus dalaiensis  (лат.) — вид безногих червеобразных ящериц (Dibamidae), найденный в Камбодже. Глаза отсутствуют, обитают под землей, где передвигаются, извиваясь всем телом. Название вида переводится как «слепая ящерица с горы Далай».

## Распространение
Камбоджа, Phnom Dalai, Phnom Samkos Wildlife Sanctuary, на юго-западе Кардамоновых гор, провинция Поусат (12° 26' 26.091" N, 103° 4' 39.708" E), высота 1009 м.